# Rembergfriedhof

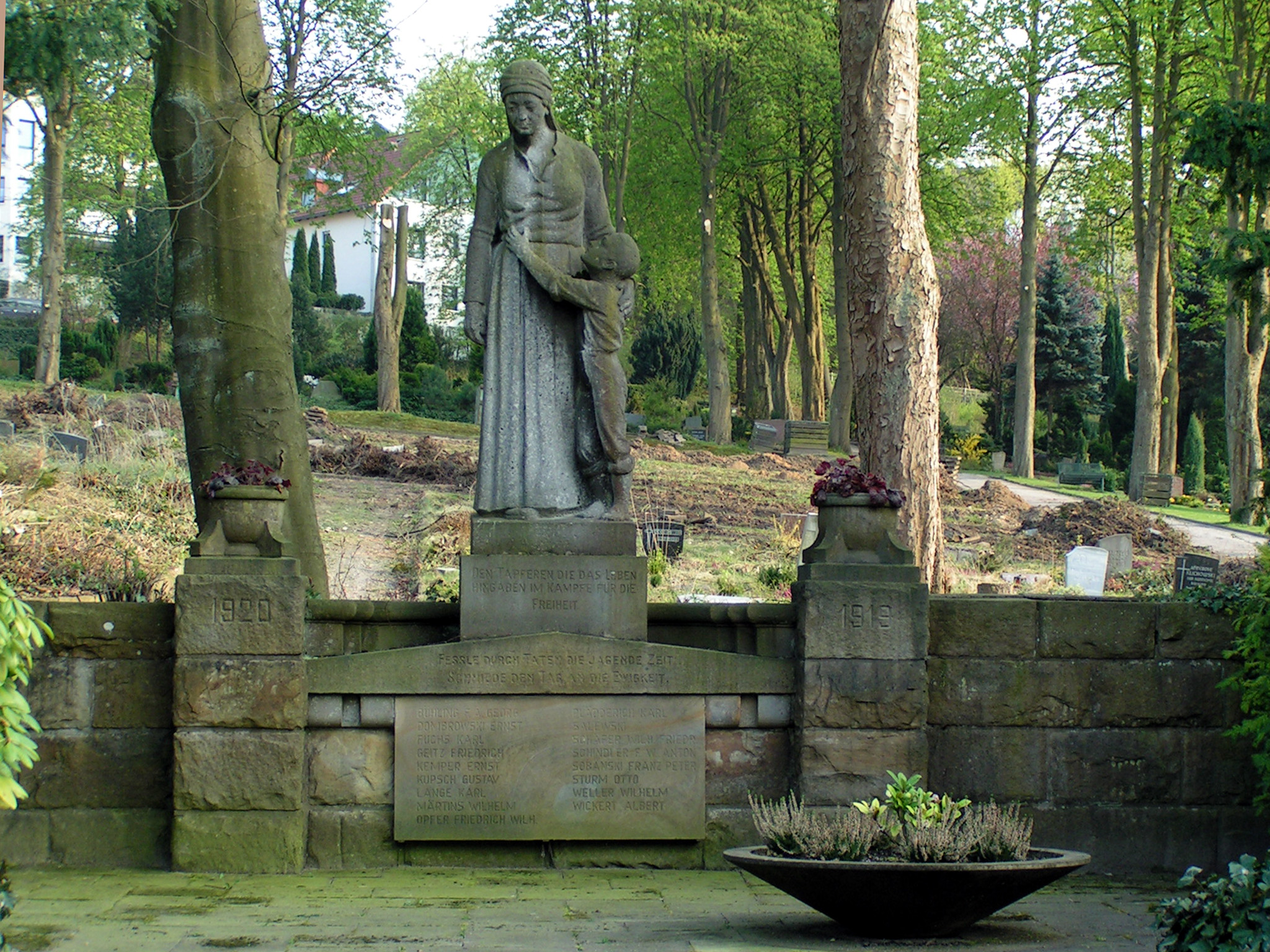
Denkmal für die Märzgefallenen

Der Rembergfriedhof ist ein kirchlicher Friedhof an der Eickertstraße 46 in Hagen. Der Friedhof verfügt über eine Kapelle. Ein Denkmal erinnert an die Toten des Märzaufstands 1920 im Anschluss an den Kapp-Putsch.

## Geschichte

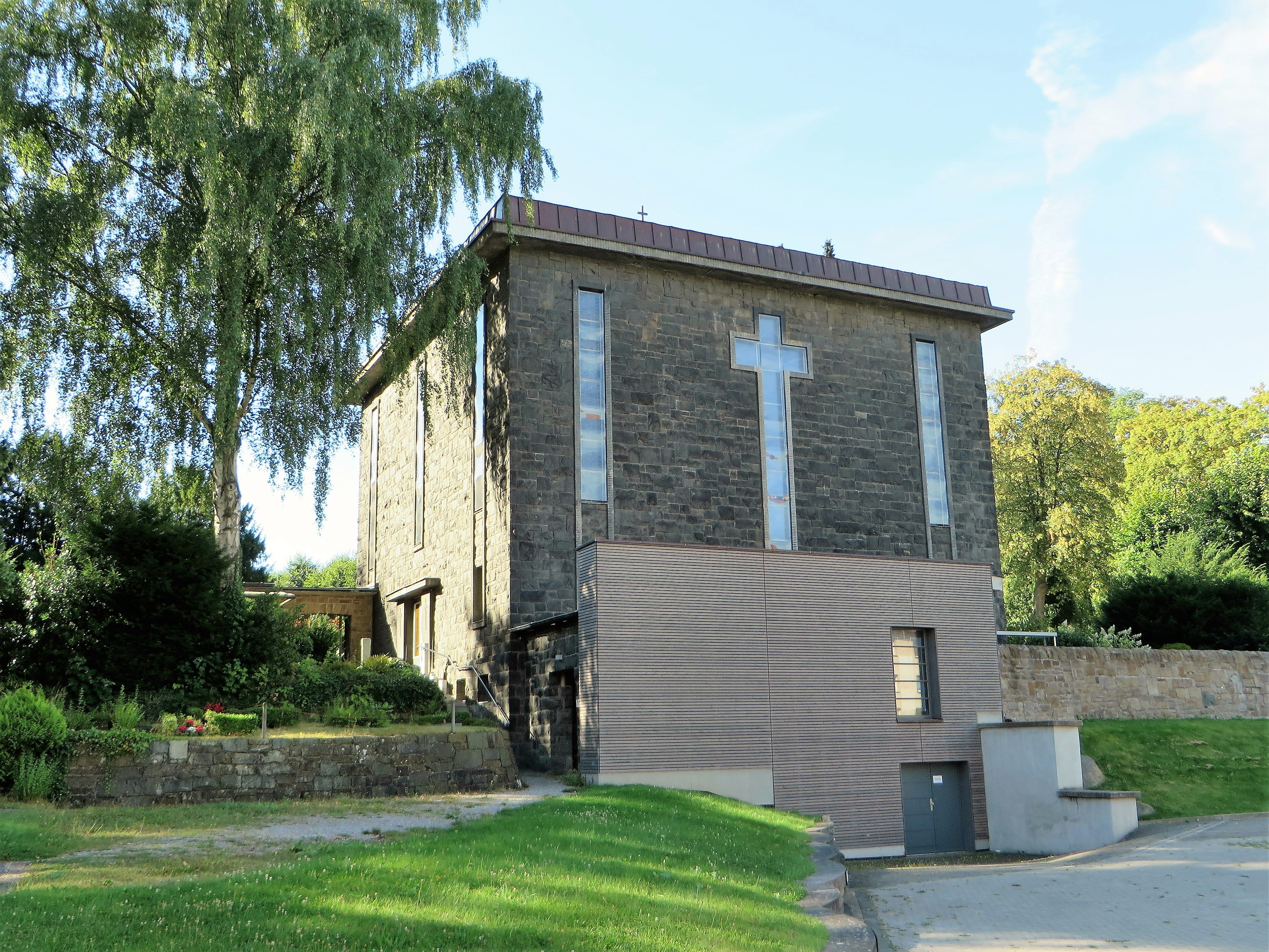
Andachtshalle Remberg-Friedhof

Hagens größter Friedhof wurde 1873 an der Eickertstraße eingeweiht. Heute 21 Hektar groß, unterteilt in 35 Parks. Eigentümer der kirchlichen Friedhöfe Remberg und Buschey sind die Evangelisch-lutherische Stadtkirchengemeinde Hagen (3/6), die Evangelisch-reformierte Kirchengemeinde Hagen (1/6) und die Katholische Pfarrgemeinde St. Marien in Hagen (2/6).
Die Andachtshalle auf dem Friedhof wurde in den 1920er Jahren errichtet und eingeweiht. Nach dem Zweiten Weltkrieg wurden die elf zerstörten Fenster wiederhergestellt oder neu gestaltet. Zehn Fenster von dem Glaskünstler Egbert Lammers (1962) und das Kreuzfenster (5,55 × 0,80 m) „Christi Auferstehung“ von Hans Slavos (1953). Auch die beschädigte Klais-Orgel wurde restauriert. In den 90er Jahren wurde bei aufwändigen Renovierungsarbeiten in der Kapelle die ursprüngliche blaue Deckenfarbe wiederentdeckt und erneuert.
Auf dem Friedhof ruhen insgesamt 677 Tote aus beiden Weltkriegen, darunter  aus der ehemaligen Sowjetunion. Es handelt sich um 345 Tote des Ersten Weltkrieges und 332 Tote des Zweiten Weltkrieges. Unter ihnen befinden sich 534 Deutsche, 97 Sowjetbürger, 15 Niederländer, 10 Belgier, 4 Polen, 4 Tschechen, 1 Italiener, 1 Jugoslawe, 1 Ungar und 10 Unbekannte.
Am südwestlichen Rand des Friedhofs grenzt der Geschützte Landschaftsbestandteil Wäldchen Remberg an. Unweit im Hagener Stadtteil Wehringhausen befindet sich der Buschey-Friedhof.

## Beigesetzte Persönlichkeiten

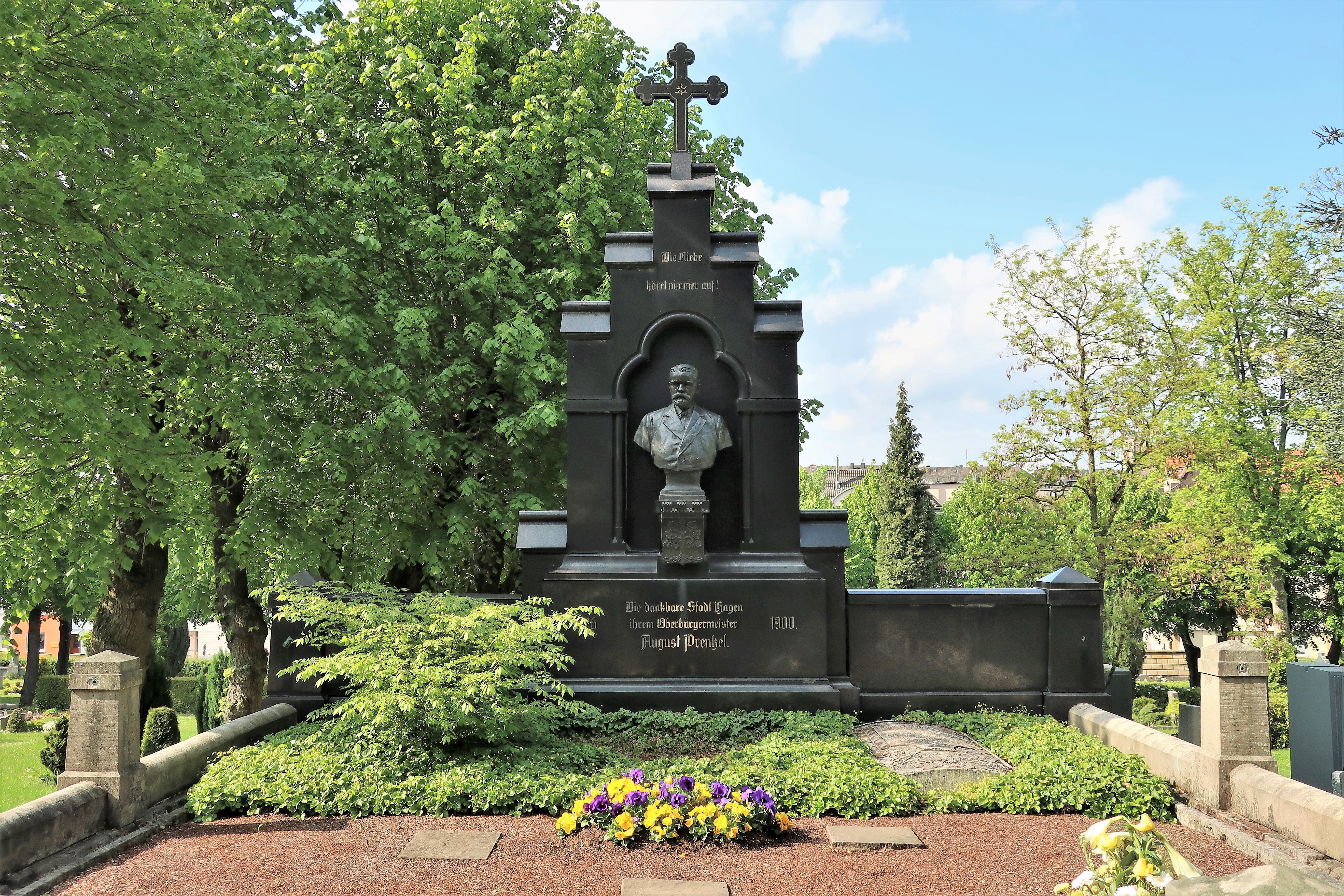
Grabmal August Prentzel

- Johannes Schluckebier (1824–1901), Begründer des ersten Blau-Kreuz-Vereins in Deutschland
- Heinrich Willde (1834–1920), Bürgermeister und Ehrenbürger der Stadt Hagen
- August Prentzel (1843–1900), Oberbürgermeister der Stadt Hagen
- Ewald Sasse (1888–1970), Oberstadtdirektor und Ehrenbürger der Stadt Hagen
- Emil Schumacher (1912–1999), deutscher Maler und Ehrenbürger der Stadt Hagen
- Willi Weyer (1917–1987), Landesminister und Vorsitzender des Deutschen Sportbundes
- Ulrich Schumacher (1941–2021), Kunsthistoriker und Museumsdirektor